# 시가 현립 대학
시가현립대학(일본어: 滋賀県立大学)은 일본 히코네시의 공립 대학이다. 이 학교의 전신이 1950년 설립되었고 1995년에 대학으로 승격되었다.
이 학교의 별명은 '겐다이'이다. 이 학교의 제1대 학장은 생태학자 도시타카 히다카(日高敏隆)이다.

## 자매 관계 학교
- 몽골 국립 대학교
- 미시간 주립 대학교
- 레이크 수페리어 주립 대학교
- 후난 보통대학
- 후난 농업대학
- 배재대학교
- 국민대학교